# Michaels cue-bid
Michaels cue-bid is een conventie in het bridgespel die bepaalde tweekleurenspellen aangeeft na een opening van 1 in een kleur door de tegenstanders. De conventie is genoemd naar Mike Michaels en gebruikt het cue-bod.
De conventie houdt in dat het cue-bod na een vijandelijke 1♣ of een 1♦ opening de beide hoge kleuren aangeeft en na 1♥ of 1♠ opening de andere hoge kleur en een van de lage kleuren. De meeste paren spreken af dat de kleuren ten minste vijfkaarten zijn en dat het een constructief bod is, ongeveer 8-14 punten. Bijvoorbeeld 1♥-2♥! toont dan ten minste een vijfkaart schoppen en een vijfkaart klaveren of ruiten.
Veel paren spelen Michaels in combinatie met Unusual 2SA. Ten opzichte van Ghestem is het voordeel dat 3♣ als natuurlijk bod beschikbaar blijft en de beide hoge kleuren op 2-niveau speelbaar zijn. Het nadeel is dat de Ghestemconventie precies aangeeft welke kleuren men heeft en dat de combinatie schoppen met een lage kleur niet aan te geven is na een 1♣ of een 1♦ opening.
Wanneer de linkertegenstander past zal partner de hoge kleur of een van de hoge kleuren steunen met een fit. Het 2SA antwoord is conventioneel en vraagt de lage kleur te bieden.
Een uitgebreid antwoordenschema na bijvoorbeeld 1♥-2♥!-pas luidt:
- 2♠ of 4♠ om te spelen
- 3♠ inviterend
- 2SA! relay, vraagt de lage kleur, hierna 3♥ of 3♠ bieden is sterk
- 3♣ of ♦, geen fit, ten minste een goede zeskaart of zevenkaart
- 3♥! sterke relay / splinter
- 3SA om te spelen

Alleen na een 1♠-2♠! is er niet meer de ruimte om met 3♥ te inviteren. Het is aan het paar om hier via de 2SA relay nadere afspraken over te maken.
Voor de tegenstanders geeft de conventie ten minste een cue-bid. Een veel gebruikte verdediging is om hiermee inviterend of beter de corresponderende hoge kleur aan te geven. Een direct bod in een hoge kleur is dan niet sterk. Na bijvoorbeeld 1♥-2♥!
- doublet strafgeoriënteerd, geen hartenfit
- 2♠! inviterend of beter met hartenfit
- 3/4♥ niet sterk, mogelijk preemptief
- 3♠! splinter

Wanneer beide hoge kleuren zijn aangegeven na bijvoorbeeld 1♣-2♣! zijn er twee cue-bids en kan een verdediging analoog aan de unusual 2SA gespeeld worden.
Een '!' staat voor een conventioneel bod, dat gealerteerd moet worden.